# Pawel Jewgenjewitsch Maslow
Pawel Jewgenjewitsch Maslow (russisch Павел Евгеньевич Маслов; engl. Transkription: Pavel Yevgenyevich Maslov; * 14. April 2000 in Tjumen) ist ein russischer Fußballspieler, der seit Juli 2018 beim Erstligisten Spartak Moskau unter Vertrag steht. Der Innenverteidiger ist seit September 2020 russischer U21-Nationalspieler.

## Karriere

### Verein
Der im westsibirischen Tjumen begann seine fußballerische Ausbildung FK Tjumen. Seit 2011 spielte er dann in der Jugendakademie von ZSKA Moskau, bevor er im Januar 2016 wieder zu seinem Heimatverein zurückkehrte. Sein Debüt in der zweithöchsten russischen Spielklasse bestritt er mit 15 Jahren am 16. März 2016 (26. Spieltag) beim 3:1-Heimsieg gegen den FK Baikal Irkutsk, als er in der 86. Spielminute für Alexander Kulikow eingewechselt wurde. In der verbleibenden Saison 2015/16 kam er in sechs weiteren Ligaspielen als Außenverteidiger zum Einsatz. In der Rückrunde der folgenden Spielzeit 2016/17 gelang ihm der Durchbruch in die Startformation und er bestritt insgesamt 16 Ligaspiele. Seinen Status als Stammkraft behielt er auch in der nächsten Spielzeit 2017/18, in der er 29 Ligaspiele absolvierte.
Am 13. Juni 2018 wurde sein Wechsel zum Erstligisten Spartak Moskau bekanntgegeben, wo er vorerst für die zweite Mannschaft in der Zweitklassigkeit auflief. Sein Debüt in der Herrenauswahl bestritt er am 26. September 2018 beim 1:0-Pokalsieg gegen Tschernomorez Noworossijsk. Dieser Einsatz sollte jedoch sein Einziger für die erste Mannschaft in dieser Spielzeit sein. Am 20. April 2019 (32. Spieltag) erzielte er beim 4:0-Heimsieg gegen Mordowija Saransk sein erstes Tor für Spartak-2. Bei der Reserve stand er in der Saison 2018/19 in 28 Ligaspielen auf dem Platz und markierte dabei einen Treffer. Am 14. März 2020 (22. Spieltag) gab er beim 3:1-Auswärtssieg gegen den FK Orenburg sein Debüt in der höchsten russischen Spielklasse. In den nächsten Ligaspielen stand er stets in der Startelf und absolvierte als Innenverteidiger bis zum Ende der Spielzeit 2019/20 neun Ligaspiele. Davor spielte er 21 Mal in der Reserve, für die er einen Torerfolg verbuchen konnte.

### Nationalmannschaft
Maslow lief für die U18, U19 sowie die U20 Russlands auf und seit ist er nunmehr russischer U21-Nationalspieler.